# رينولد سفينسون
رينولد سفينسون (بالسويدية: Reinhold Svensson)‏ هو ملحن سويدي، ولد في 20 ديسمبر 1919 في Husum, Sweden ‏ في السويد، وتوفي في 23 نوفمبر 1968 في Finspång ‏ في السويد.

## وصلات خارجية
- رينولد سفينسون على موقع IMDb (الإنجليزية)
- رينولد سفينسون على موقع ميوزك برينز (الإنجليزية)
- رينولد سفينسون على موقع أول ميوزيك (الإنجليزية)
- رينولد سفينسون على موقع ديسكوغز (الإنجليزية)